# Steffen Bartstra
Steffen Bartstra (Workum, 19 februari 1861 – Haarlem, 28 augustus 1945) was een Nederlands-hervormde dominee in het Noord-Hollandse Heemstede.
Bartstra was achtereenvolgens predikant te Westerbork (1886), Oldehove (1888) en Witmarsum (1890). In 1890 overleed zijn eerste vrouw Leonarda Catharina Zuidema, met wie hij was getrouwd sinds 1886. Uit dit huwelijk kwam de latere schrijver Jan Steffen Bartstra voort. Bartstra hertrouwde in 1892 met Geertruida Beckering Vinckers, besloot te vertrekken naar de Oost en vestigde zich in 1892 als predikant in Nederlands-Indië. Later remigreerde hij naar Nederland, waar hij op 4 april 1912 predikant werd te De Rijp en later in Geertruidenberg en Zwartewaal. Op 5 september 1926 ging hij met emeritaat.
Hij schreef in de eerste jaren van de Tweede Wereldoorlog een roman over de Friese rebel Jancko Douwama die in opstand kwam tegen de Saksen en dit met gevangenschap moet bekopen. Hij zond zijn manuscript ter publicatie in naar de nationaalsocialistische uitgeverij De Schouw, die het manuscript graag wilde uitgeven maar het te omvangrijk vond. Daarop verzocht De Schouw aan J.K. Feijlbrief (beter bekend onder zijn schrijverspseudoniem J. van Oudshoorn) om de 600 pagina's van het manuscript drastisch te herschrijven. Feijlbrief wist de omvang terug te brengen naar 262 pagina's, waarna de roman onder de titel Heer Jancko Douwama van Oldeboorn in 1943 het licht zag.
- Digitale Bibliotheek voor de Nederlandse Letteren: bart038
- International Standard Name Identifier: 0000 0003 9606 8677
- Nederlandse Thesaurus van Auteursnamen: 073963003
- Virtual International Authority File: 290948368
- WorldCat: E39PBJwmYXx7wp388MCb4r3bBP

 Portaal: Fascisme en nationaalsocialisme in Nederland · Fascisme · Nationaalsocialisme